# Уцзи
Уцзи́ (кит. упр. 无极, пиньинь Wújí) — уезд городского округа Шицзячжуан провинции Хэбэй (КНР).

## История
В 722 году до н. э. У Хай (毋骇) из царства Лу напал на владение Цзи (в современном уезде Юйтай провинции Шаньдун). Цзиский хоу бежал в Янь, и ему была дана в управление эта земля, получившая название «владение Цзи» (极邑). Затем У Хай пошёл на север, захватил это владение и переименовал его в Уцзи (毋极). При империи Тан во время правления У Цзэтянь первый иероглиф был изменён с 毋 на 无.
В 1949 году был образован Специальный район Динсянь (定县专区), и уезд вошёл в его состав. В 1954 году Специальный район Динсянь был расформирован, и уезд был передан в состав Специального района Шицзячжуан (石家庄专区). В 1958 году уезд Уцзи был присоединён к уезду Гаочэн, но в 1962 году воссоздан. В ноябре 1967 года Специальный район Шицзячжуан был переименован в Округ Шицзячжуан (石家庄地区).
В 1993 году постановлением Госсовета КНР округ Шицзячжуан и город Шицзячжуан были объединены в городской округ Шицзячжуан.

## Административное деление
Уезд Уцзи делится на 6 посёлков, 4 волости и 1 национальную волость.